# Pamela Rai

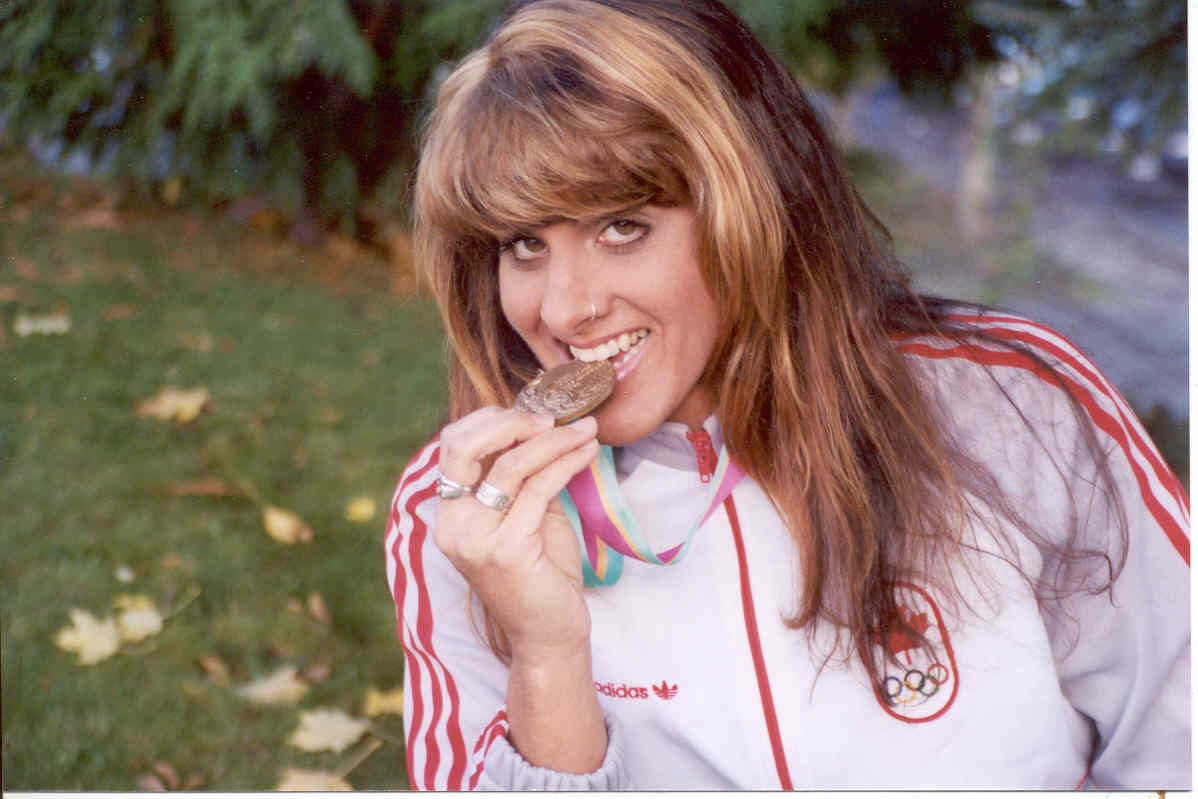
Pamela Rai mit ihrer olympischen Bronzemedaille (1984)

Pamela „Pam“ Leila Rai (* 29. März 1966 in New Westminster, British Columbia) ist eine ehemalige kanadische Schwimmerin. Bei den Olympischen Spielen 1984 in Los Angeles gewann sie eine Bronzemedaille mit der kanadischen 4-mal-100-Meter-Lagenstaffel. Zwei Jahre später siegte sie mit der Lagenstaffel bei den Commonwealth Games 1986 in Edinburgh.

## Karriere
Pamela Rai lernte im Alter von sechs Jahren Schwimmen und drei Jahre danach trainierte sie bei Ron Jacks. 1980 gehörte sie bereits zum Kader der kanadischen Nationalmannschaft, eine Olympiateilnahme 1980 scheiterte am Olympiaboykott der kanadischen Mannschaft.
Ihre erste internationale Medaille gewann Pamela Rai bei den Panamerikanischen Spielen 1983 in Caracas, als die kanadische 4-mal-100-Meter-Freistilstaffel mit Carol Klimpel, Kathy Bald, Pamela Rai und Jane Kerr die Silbermedaille hinter der Staffel aus den Vereinigten Staaten erschwamm.
Bei den olympischen Schwimmwettbewerben 1984 trat Pamela Rai in drei Disziplinen an. Über 100 Meter Freistil erreichte sie das B-Finale und belegte den 12. Platz. Die 4-mal-100-Meter-Freistilstaffel hatte sich in der Besetzung Jane Kerr, Maureen New, Cheryl McArton und Carol Klimpel für das Finale qualifiziert. Im Finale schwamm Pamela Rai als Startschwimmerin vor Klimpel, McArton und Kerr, die Staffel erreichte den fünften Platz mit vier Sekunden Rückstand auf die Bronzemedaille. Die kanadische Lagenstaffel mit Reema Abdo, Anne Ottenbrite, Michelle MacPherson und Pamela Rai erkämpfte die Bronzemedaille hinter der US-Staffel und den Schwimmerinnen aus der Bundesrepublik Deutschland.
1985 trat Rai mit der kanadischen Freistilstaffel bei den Pan Pacific Swimming Championships in Tokio an und gewann die Bronzemedaille hinter den Staffeln aus den Vereinigten Staaten und aus Australien. Bei den Commonwealth Games 1986 belegte Rai den siebten Platz über 100 Meter Freistil und über 100 Meter Schmetterling. Die kanadische Freistilstaffel mit Andrea Nugent, Jane Kerr, Pamela Rai und Patricia Noall gewann die Goldmedaille. Nach den Schwimmweltmeisterschaften 1986 beendete Pamela Rai ihre Leistungssport-Karriere. Sie war insgesamt fünfmal kanadische Meisterin.
Pamela Rai ist Absolventin der University of Victoria. Später arbeitete sie als High-School-Lehrerin und Schwimmtrainerin.